# ヒュンダイ・カッパエンジン

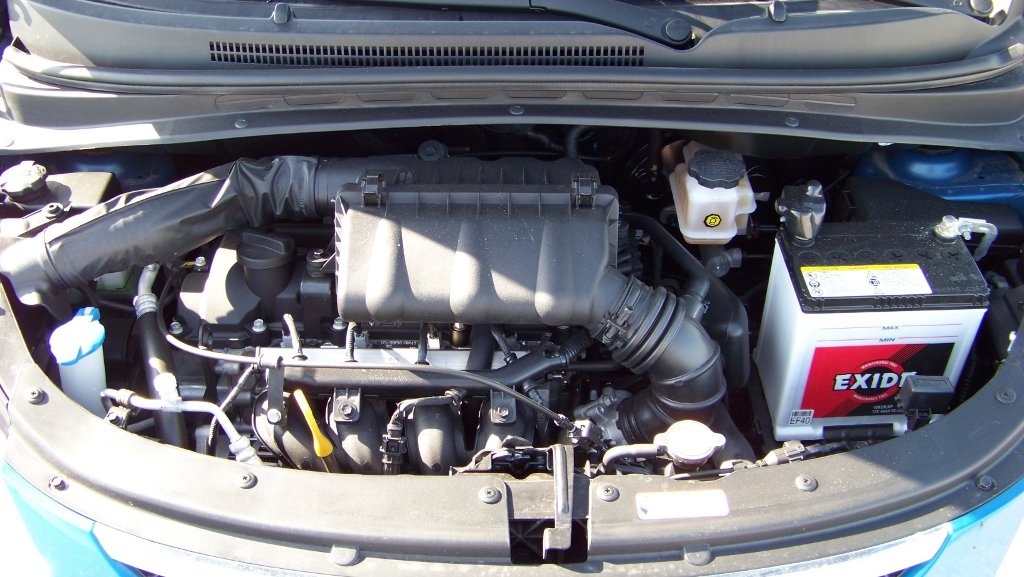
2009 ヒュンダイ・i10 1.25Lカッパエンジン

κ(Kappa、カッパ、キャッパ)エンジンは、現代-起亜自動車グループの開発・製造する直列3・4気筒エンジンのシリーズ名。
キア・モーニングの新型エンジンとして2008年デビュー。2016年には燃料噴射装置を直噴方式にしたバージョンがハイブリッド車のヒュンダイ・アイオニックに搭載された。
アメリカWard's AutoWorld magazine社の2017年10 best engineに選定された。
エンジンブロックとシリンダーヘッドはアルミニウム製。

## 諸性能

### G3LA
| シリンダー配置 | 直列3気筒DOHC12バルブCVVT        |
| 排気量         | 998 cc                           |
| ボア           | 71 mm                            |
| ストローク     | 84 mm                            |
| 圧縮比         | 10.5:1                           |
| 燃料噴射装置   | MPI                              |
| 最高出力       | 57.8 kW（78 PS）/ 6,200 rpm      |
| 最高トルク     | 94.1 N·m（9.6 kgf·m）/ 3,500 rpm |

### G4LE
| シリンダー配置 | 直列4気筒DOHC16バルブCVVT        |
| 排気量         | 1,580 cc                         |
| ボア           | 72 mm                            |
| ストローク     | 97 mm                            |
| 圧縮比         | 13:1                             |
| 燃料噴射装置   | 直噴                             |
| 最高出力       | 77.7 kW（105 PS）/ 5,700 rpm     |
| 最高トルク     | 147 N·m（15.0 kgf·m）/ 4,000 rpm |

世界最高クラスの熱効率40%を達成した、ハイブリッド車のヒュンダイ・アイオニックのエンジン。
直噴の燃料の噴射圧は最高200barで、アトキンソンサイクルが適用されている。